# Georg Friedrich Schlater

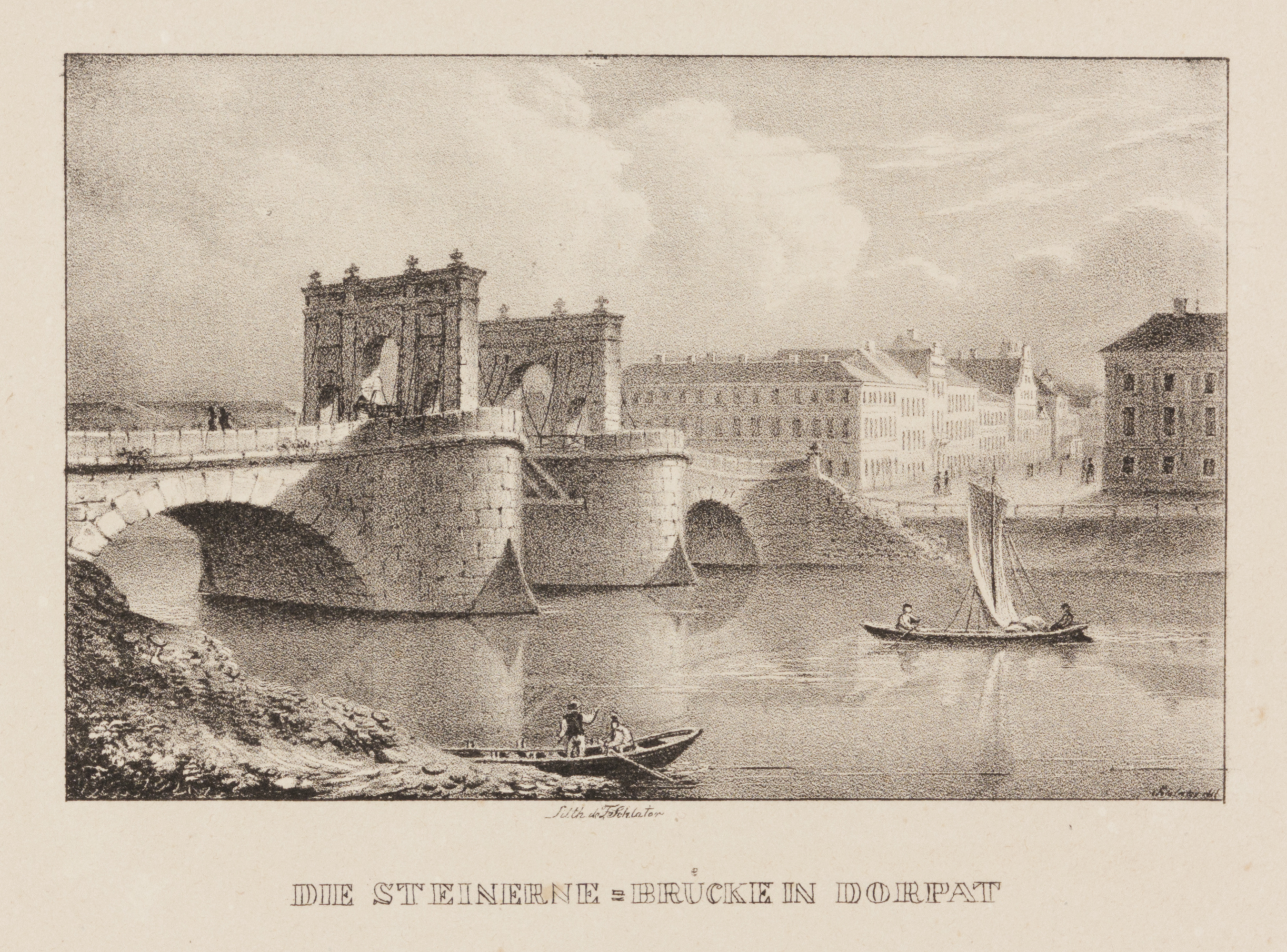
Pont de pierre, Dorpat.

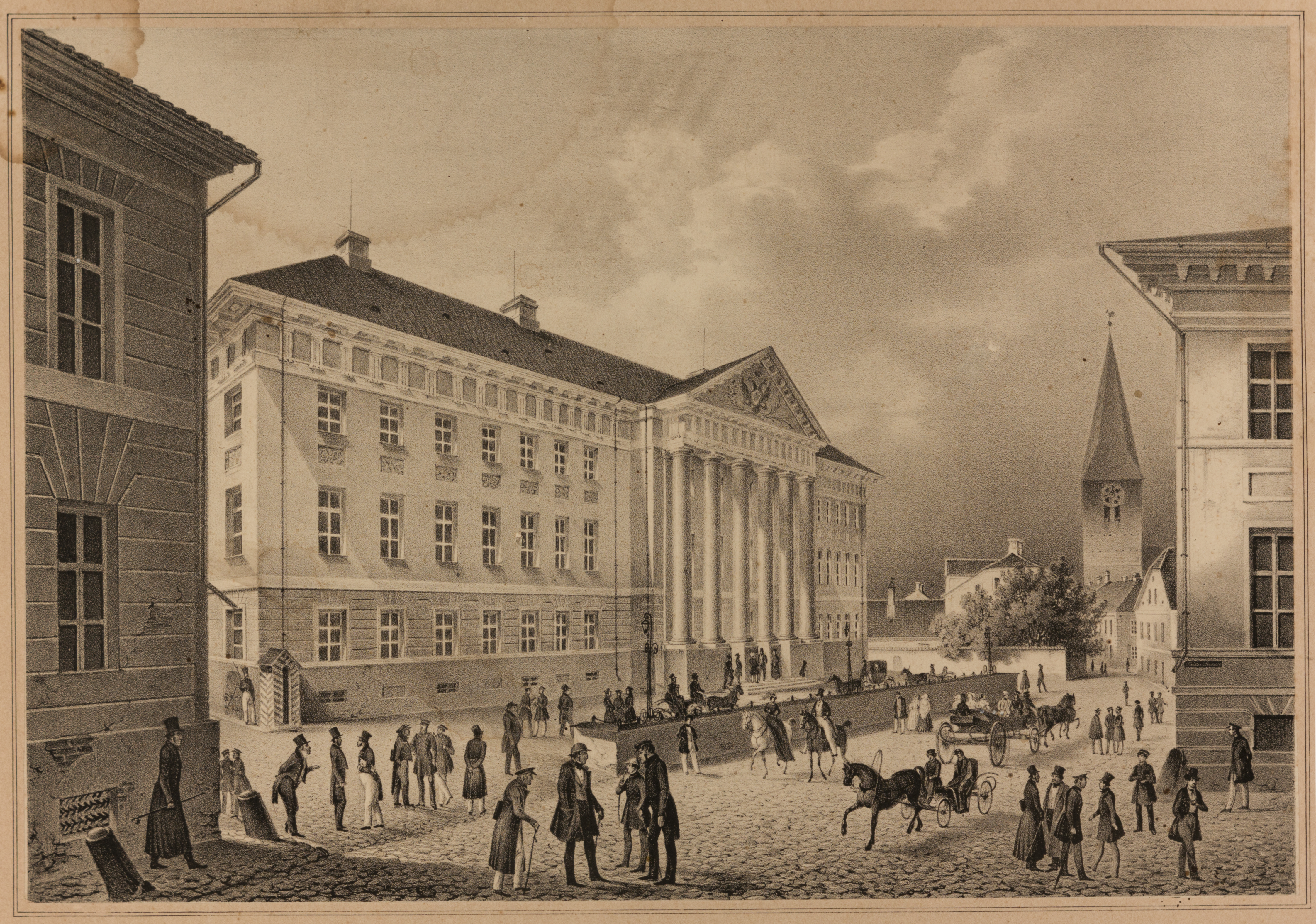
Bâtiment principal de l' Université de Dorpat.

Georg Friedrich Schlater (13 mai 1804, Tilsit - 14 avril 1870, Dorpat) est un peintre, lithographe et professeur de dessin germano-balte.

## Biographie
Son père est Georg Friedrich Schlater, un charron, et sa mère Eva Rosina, née Rimler. Il apprend la peinture décorative et quitte le domicile familial pour Riga. Vers 1834, il part pour Dorpat où il peint sur carton des décors de théâtre de marionnettes. Il peint parfois les marionnettes et les jouets des enfants. Puis il étudie auprès du peintre allemand Karl August Senff. En 1837, il trouve un emploi de professeur de dessin à la Höheren Stadt-Töchterschule, une école pour filles.
La même année, il ouvre un studio lithographique, dans lequel il édite des œuvres des environs de Dorpat ainsi que d'autres artistes, dont August Matthias Hagen, August Georg Wilhelm Pezold et Eduard Hau. En 1838, il devient professeur principal de dessin à l'Institut vétérinaire où il crée des illustrations pour Chirurgische Anatomie der Arterienstämme und Fascien du professeur Nikolaï Pirogov, qui lui valent une médaille d'or. À la même période, il expérimente avec la chromolithographie.
En 1852, l'Académie russe des Beaux-Arts lui décerne le titre d'« artiste libre » pour sa peinture La traversée à Annenhof près de Dorpat. Dans ses dernières années, après 1855, il s'intéresse de plus en plus à la photographie. En 1857, il vend son atelier à Louis Höflinger (en).
Il s'est marié deux fois ; à Friederike Hoffmann (1829), avec qui il eut six enfants, dont le peintre Alexander Georg Schlater, et à Sophia Elisabeth Stratmann (1850), ce dernier mariage étant sans enfant.